# Чарвелл (річка)
Чарвелл (також Червелл, англ. Cherwell) — річка в Англії, ліва притока Темзи.
Протікає територією графств Нортгемптоншир (адміністративний район Давентрі) і Оксфордшир (райони Чарвелл і Сіті-оф-Оксфорд). У верхній течії розташоване місто Банбері, у гирлі — Оксфорд. Між цими містами долиною річки проходить (і частково використовує її русло) Оксфордський канал, що з'єднує через канал Гранд-Юніон Темзу з річкою Ейвон і з містами Ковентрі і Бірмінгем. Найбільша притока — річка Рей, що впадає зліва біля Айсліпа.